# Nueva Primavera
Nueva Primavera är en ort i Mexiko.   Den ligger i kommunen Tamuín och delstaten San Luis Potosí, i den centrala delen av landet, 280 km norr om huvudstaden Mexico City. Nueva Primavera ligger 51 meter över havet och antalet invånare är 1 278.
Terrängen runt Nueva Primavera är platt åt sydost, men åt nordväst är den kuperad. Runt Nueva Primavera är det ganska tätbefolkat, med 72 invånare per kvadratkilometer. Närmaste större samhälle är Ciudad Valles, 18,1 km väster om Nueva Primavera. Omgivningarna runt Nueva Primavera är en mosaik av jordbruksmark och naturlig växtlighet.